# Richard Layard
Pour les articles homonymes, voir Layard.
Peter Richard Grenville Layard, baron Layard (né le 15 mars 1934), est un économiste britannique, fondateur, en 1990, du Centre for Economic Performance à la London School of Economics.

## Biographie
Richard Layard est le fils du psychologue John Layard et de l'anthropologue Doris Dunn. Il fait ses études au collège d'Eton, à King's College (Cambridge) et à la London School of Economics. Il travaille pour plusieurs organisations gouvernementales britanniques et russes. Il est conseiller économique de Tony Blair. Depuis 2000, Richard Layard siège à la chambre des lords.

## Citations
"On ne devrait pas compter comme progrès ce qui rend heureux aujourd'hui aux dépens de l'avenir"

## Projet IAPT
Le projet Improving Access to Psychological Therapies a été validé et budgété pour 2008 à £30 millions de livres sterling.
Layard préconise la thérapie cognitivo-comportementale qui promeut la pensée positive. Dans les années à venir, son plan propose de former 10 000 thérapeutes pour fournir 10 séances par patient ; l'objectif étant de réaliser 900 000 traitements par an.